# Boonton (New Jersey)
Boonton – miasto w Stanach Zjednoczonych, w stanie New Jersey, w hrabstwie Morris.